# Ypthima chaboras
Ypthima chaboras är en fjärilsart som beskrevs av Hans Fruhstorfer 1911. Ypthima chaboras ingår i släktet Ypthima och familjen praktfjärilar. Inga underarter finns listade i Catalogue of Life.